# Paul Barth
Paul Barth (9. maj 1921 – februar 1974) var en schweizisk fægter som deltog i de olympiske lege 1952 i Helsingfors.
Barth vandt en bronzemedalje i fægtning under Sommer-OL 1952 i Helsingfors. Han var med på det schweiziske hold som kom på en tredjeplads i holdkonkurrencen i kårde efter Italien og Sverige. De andre på holdet var Mario Valota, Willy Fitting, Oswald Zappelli, Otto Rüfenacht og Paul Meister.